# NGC 2647
NGC 2647 je galaksija u zviježđu Raku.

## Vanjske poveznice
- SEDS: NGC 2647